# Arkady Darell
Arcadia „Arkady” Darell este un personaj fictiv feminin din Seria Fundația a lui Isaac Asimov. Darell apare în A doua Fundație. Ea este fiica lui Toran Darell II și nepoata lui Toran și Bayta Darell (prin Bayta, Arcadia este descendentă directă a lui Hober Mallow). Arcadia Darell devine faimoasă după ce scrie nuvele istorice și o biografie a bunicii sale Bayta.
La vârsta de 14 ani, ea-și spionează tatăl și pe colegii săi conspiratori care vânează A doua Fundație. Arcadia se ascunde apoi pe nava spațială a lui Homir Munn, când acesta călătorește pe Kalgan pentru a studia palatul Catârului. Lordul Stettin, conducătorul Kalganului, refuză inițial solicitarea lui Munn, dar devine curând interesat de Arkady ca potențială soție. Amanta lui Stettin, Lady Callia, o ajută pe Arkady să scape, dezvăluindu-se accidental ca agent al Celei de-a doua Fundații și îndrumând-o pe Arkady către locația acesteia.
În timpul fugii sale, Arkady decide să plece spre Trantor și nu către Terminus. Ea are norocul să dea peste Preem Palver și soția sa, care trăiesc pe Trantor. Ei o ajută, iar când sosesc pe Trantor, Arkady îl convinge pe Palver că ar câștiga bani buni dacă ar livra alimente către Terminus și astfel l-ar putea contacta și pe tatăl ei. Palver pleacă și duce cu el indiciul lui Arkady către locația Celei de-a doua Fundații; totuși, A doua Fundație a supravegheat atent întregul proces, așa că a rămas nedescoperită pe Trantor.